# Alfie (песня)
«Alfie» — песня Берта Бакарака (музыка) и Хэла Дэвида (слова), написанная для рекламной кампании готового к выпуску одноимённого фильма 1966 года с Майклом Кейном в главной роли. В оригинальной (британской) редакции картины песня не звучит, в версии для проката в США она добавлена в качестве сопровождения финальных титров (в исполнении Шер).

## Предыстория
Бакарак неоднократно называл «Alfie» в числе своих самых любимых композиций, но перед её созданием, когда к нему обратились из музыкального издательства «Famous Music» (подразделения компании «Paramount Pictures») с предложением написать песню для фильма, это особого интереса у него и его партнёра это не вызвало. Им были высланы черновые материалы фильма; фраза героя «What’s it all about» стала первой строчкой песни. Основной упор было решено сделать на слова.

## Версия Силлы Блэк
Основная версия песни принадлежит Силле Блэк, однако к ней авторы обратились не сразу. Первоначально планировалось, что на записи будет петь Дайон Уорвик — основная исполнительница песен Бакарака-Дэвида. Однако «Paramount Pictures» заявили, что в интересах проекта петь должна англичанка. Тогда появилась кандидатура Сэнди Шоу; незадолго до этого она записала песню Бакарака-Дэвида «(There’s) Always Something There to Remind Me», которая достигла первого места в хит-параде Великобритании. По неизвестным причинам предложение было отклонено. Силла Блэк также имела в своём активе хит № 1 Бакарака-Дэвида — песню «Anyone Who Had a Heart». В своём письме-приглашении Бакарак сообщил Силле, что песня написана специально для неё; демозапись песни была выслана менеджеру певицы Брайану Эпстайну.
Силле Блэк песня не понравилась. Она сказала Брайану Эпстайну, что имя героя песни похоже на собачью кличку. Однако она не хотела отказывать композитору в жёсткой форме и сказала, что согласится, только если он сам сделает аранжировку, будучи уверенной в том, что Бакарак откажется и запись не состоится. Когда же из Америки пришёл ответ, что он будет только счастлив, Блэк выдвинула новое условие: композитор должен лично прибыть на Эбби Роуд для участия в записи. Бакарак ответил согласием. Тогда певица сказала, что сделает это, только если он сам будет исполнять партию фортепиано. К её изумлению, было решено, что Бакарак выполнит все три условия.
Запись состоялась в Лондоне в конце 1965 года. Берт Бакарак дирижировал оркестром и играл на фортепиано; продюсером записи выступил Джордж Мартин.
Сингл с песней достиг 9-го места в английском и 95-го в американском хит-парадах.

## Другие версии
Для проката фильма в США было решено сделать ещё один вариант, в котором песню исполняла бы Шер. Её сингл добрался до 32-й строчки. Дайон Уорвик также записала песню: её сингл вышел в 1967 году и занял 15-е место.
В 1968 году инструментальную версию композиции выпустил Стиви Уандер. Позже, в 1974 году, мелодию песни записал танцевальный оркестр Чехословацкого радио под управлением Йозефа Вобрубы (запись была выпущена на LP-альбоме оркестра «Music From The Air 6», вместе с оркестровыми версиями других известных песен Бакарака; автором аранжировки выступил Властимил Гала).
Свою инструментальную версию песни также записал джазовый квартет солистов оркестра Госкино СССР под управлением пианиста и композитора Игоря Назарука. Эта запись была издана в 1978 году на альбоме «Утверждение».